# Listă de filme în genul mister din anii 2010
Aceasta este o listă de filme în genul mister din anii 2010
- The Disappearance of Haruhi Suzumiya (2010)
- Shutter Island  (2010)
- Inception  (2010)
- The Oxford Murders  (2010)
- The Ghost Writer  (2010)
- Shanghai  (2010)
- Segunda Mano  (2011)
- The Girl with the Dragon Tattoo (2011)
- The Raven (2012)
- Jack Reacher (2012)
- Broken City (2013)
- Side Effects (2013)
- The Call (2013)
- Prisoners (2013)